# Université pour femmes de Fukuoka
L'université pour femmes de Fukuoka (福岡女子大学, Fukuoka Joshi Daigaku) est une université publique du Japon située dans la ville de Fukuoka.